# 야나이 리나
야나이 리나(일본어: 柳井 里奈, 1989년 4월 20일 ~ )는 일본의 여자 축구 선수이다.

## 구단 경력
나데시코 리그의 INAC 고베 레오네사, 오카야마 유노고 벨, 제프 유나이티드 지바에서 활동했다.

## 국가대표팀 경력
그녀는 2008년 FIFA U-20 여자 월드컵에 참가할 일본 U-20 국가대표팀에 발탁되었으며. 3경기에 출전했다.